# Tantilla coronadoi
Tantilla coronadoi (геррерська багатоніжкова змія) — вид змій родини полозових (Colubridae). Ендемік Мексики.

## Поширення і екологія
Геррерські багатоніжкові змії відомі з двох місцевостей, розташованих на тихоокеанських схилах в центральному Герреро, на висоті 1402 і 1524 м над рівнем моря. Вони живуть у вологих тропічних лісах та на пасовищах.